# Saint Andrew (parish i Barbados)
Saint Andrew är en parish i Barbados. Den ligger i den norra delen av landet. Antalet invånare är 6 436. Arean är 36 kvadratkilometer.
Följande samhällen finns i Saint Andrew:
- Greenland
- Hillaby

I Saint Andrew finns berget  Mount Hillaby och kullen  Chalky Mount.